# نازار پطروسیان
نازار ساموئلی پطروسیان (ارمنی: Նազար Պետրոսյան؛ روسی: Назар Самвелович Петросян؛ زادهٔ ۶ ژوئن ۱۹۵۱) بازیکن فوتبال ارمنی‌تبار اهل روسیه است.

## باشگاهی
از باشگاه‌هایی که در آن بازی کرده‌است می‌توان به باشگاه فوتبال آرارات ایروان، باشگاه فوتبال زسکا مسکو، باشگاه فوتبال کوبان کراسنودار و باشگاه فوتبال کوتایک اشاره کرد.

## تیم ملی
وی همچنین در تیم ملی فوتبال شوروی بازی کرده‌است. پتروسیان نخستین بازی ملی خود را که یک بازی دوستانه بود در تاریخ ۲۸ نوامبر ۱۹۸۶ در بوئنوس آیرس در مقابل آرژانتین انجام داده‌است.